# 辞书

玄应《一切经音义》，是现存最早的佛教用语辞书。（敦煌文獻）

在现代汉语中，辞书是字典、辞典、百科全书等的统称。传统的汉语辞书多达上百种，其中最早的可追溯至两千年前的汉朝。在所有语言中，汉语辭書學的历史是最悠久的。

## 名称
古汉语中，字和词没有明显的区分。“字书”既解单字亦释复词，是古代解说文字形音义的著作泛称，在南北朝已经通用。“字典”作为解释文字书籍的名称是自《康熙字典》开始，清人所说字典专指这一部书。
到了近代，“词典”（辞典）的名称产生，字典和词典才相对有了界分。但一般所指字典包含词典，因为现在的字典多兼收语词，词典皆以单字为字头，字与词始终有不可分割的关系。
步入现代，“辞书”之称代替了“字书”，其范围不仅包括传统的字典、词典，也涵盖了专科词典及一般的百科全书。

## 传统辞书
春秋战国时，就有了编制识字课本一类的书籍。周宣王时代的《史籀篇》是史志著录的最早的一部识字课本，其中的籀文因于《说文解字》收录而流传至今；李斯的《苍颉篇》以仓颉的传说命名，用以规范秦篆的书写。他们都只是将字编成便于记诵的形式，没有任何注解。
清代《四库全书总目》将小学类分训诂、字书、韵书三种。

### 训诂
训诂学研究古汉语词义，在中国语言学史上最先出现。《尔雅》是古代第一部训诂词典，出现在战国末年到西汉初年，首创按文字内容性质分类解释词义的体例，这也是世界词典编纂史上现存最早最完整的一部词典。

### 字书
- 新編對相四言

## 现代辞书

### 汉汉辞典
以1915年的《中華大字典》、《辭源》兩部為現代漢語辭書開端。
- 1915年，陸費逵、歐陽溥主編，中華書局發行《中華大字典》。
- 1915年10月，陸爾奎主編，商務印書館發行《辭源》。
- 1936年，舒新城主編，中華書局發行《辭海》。
- 1937年3月-1945年，汪怡主編，商務印書館發行《國語辭典》。全8冊。
- 1953年10月，人民教育出版社發行《新華字典》。
- 1962年10月-1968年，高明、林尹主編，中國文化研究所發行《中文大辭典》。全40冊。
- 1971年3月，高樹藩著。正中書局發行《正中形音義綜合大字典》。
- 1973年10月，林尹主編，中華學術院發行《大學字典》。
- 1978年12月，商务印书馆發行《现代汉语词典》。
- 1980年8月15日，商务印书馆發行《新华词典》。
- 1981年，編輯，商務印書館發行《重編國語辭典》。
- 1985年8月，三民書局發行《大辭典》。
- 1986年10月-1990年，徐中舒主編，四川辞书出版社、湖北辞书出版社發行《汉语大字典》。全8冊。
- 1986年11月-1993年，罗竹风主编，汉语大词典出版社發行《汉语大词典》。全12冊。
- 1987年1月，周何主編，五南圖書發行《國語活用辭典》。
- 1994年9月1日，冷玉龙、韦一心主編。中华书局、中国友谊出版社發行《中华字海》。
- 1994年9月，發行《重編國語辭典修訂本》。
- 2000年6月，發行《國語辭典簡編本》。
- 2000年6月，發行《異體字字典》。
- 2000年7月，發行《國語小字典》。
- 2004年8月，李行健主編，外语教学与研究出版社發行《现代汉语规范词典》。
- 2008年2月1日，陳鐵君著，遠流出版社發行《遠流活用中文大辭典》。
- 2009年8月，夏征农主編，上海辞书出版社發行《大辞海》。全38冊。
- 2009年12月1日，阮智富、郭忠新主編，上海辞书出版社發行《现代汉语大词典》。
- 2012年3月1日，李鍌、單耀海主編，五南圖書發行《中華大辭林》。
- 2014年11月22日，蓝德康、松岡榮志著。香港大正出版、日本両風堂發行《漢字海》。
- 2016年4月，李宇明主编，商务印书馆发行《全球华语大词典》。

### 英汉／汉英辞典
以梁實秋、林語堂為現代英漢/漢英辭書開端。
- 1960年12月，梁實秋主編，遠東圖書發行《最新實用英漢辭典》。
- 1971年，梁實秋主編，遠東圖書發行《最新實用漢英辭典》。
- 1972年，林語堂主編，香港中文大學發行《林語堂當代漢英詞典》。
- 1975年9月，梁實秋主編，遠東圖書發行《遠東英漢大辭典》。
- 1982年3月31日，文馨出版社發行《文馨當代英漢辭典》。
- 1989年8月，陆谷孙主編，上海译文出版社發行《英汉大词典》。

## 专科词典

### 古汉语
針對古代漢語釋義的辭書。
- 1979年9月，王力、岑麒祥、林焘主編，商务印书馆發行《古汉语常用字字典》。
- 1998年12月，商务印书馆發行《古代汉语词典》。
- 2000年6月，王力與其學生編著，中华书局發行《王力古汉语字典》。

### 方言
針對方言釋義的辭書。
- 1999年，许宝华、宮田一郎主編，中华書局發行《汉语方言大词典》。
- 2000年8月11日，吳守禮著，遠流出版社發行《國臺對照活用辭典》。
- 2002年，詹伯慧主編，湖北人民出版社發行《现代汉语方言大词典》。
- 2002年，李荣主編，江苏教育出版社發行《现代汉语方言大词典》。共42冊。
- 2008年5月，發行《臺灣客家語常用詞辭典》。
- 2008年10月，發行《臺灣閩南語常用詞辭典》。

### 惯用语
收錄成語、諺語、歇後語等熟語的辭典。
- 1971年4月，繆天華主編，復興書局發行《成語典》。
- 1987年8月，上海辞书出版社發行《中国成语大辞典》。
- 1996年1月，陳鐵君著，遠流出版社發行《遠流活用成語辭典》。
- 2002年1月，商务印书馆發行《新华成语词典》。
- 2003年2月17日，發行《成語典》。
- 2004年，张一鹏著，汉语大词典出版社發行《谚语大典》。
- 2004年，温端政著，上海辞书出版社發行《中国谚语大全》。
- 2010年8月，李行健著，华语教学出版社發行《现代汉语成语规范词典》。
- 2011年3月，温端政著，上海辞书出版社發行《中国谚语大辞典》、《中国俗语大辞典》、《中国惯用语大辞典》、《中国歇后语大辞典》。
- 2011年9月，李行健著，华语教学出版社發行《现代汉语谚语歇后语惯用语规范词典》。
- 2013年1月，商务印书馆国际有限公司發行《成语大词典》。
- 2013年1月，商务印书馆發行《新华成语大词典》。
- 2021年12月1日，温端政主編，上海辞书出版社發行《语海》。

### 外來語
對外來語詞轉變研究的詞典。
- 1985年，劉正談主編，商務印書館(香港)發行《漢語外來詞詞典》。
- 1990年，岑麒祥主編，商务印书馆發行《汉语外来语词典》。
- 2000年，史有为主編，商务印书馆發行《汉语外来词》。

### 白話文
對舊有漢文化的賦、詩、詞、曲、歌、戲等進行白話文的釋義。
- 1954年，張相著，中華書局發行《詩詞曲語辭匯釋》。
- 1962年，蔣禮鴻著，上海古籍出版社發行《敦煌變文字義通釋》。
- 1980年，王锳著，中华書局發行《诗词曲语辞例释》。
- 1983年-1990年，王锳著，中国科学社会出版社發行《元曲釋詞》。全4冊。
- 1990年，王锳著，中华書局發行《唐宋笔记语辞汇释》。
- 1991年，方龄贵著，汉语大词典出版社發行《元明戲曲中的蒙古語》。
- 1997年，王锳著，贵州人民出版社發行《宋元明市语汇释》。
- 2001年，方龄贵著，云南大学出版社發行《古典戏曲外來语考释词典》。

### 汉语学习
提供給外語人士學習漢語的學習型漢英辭書。
- 1892年，Herbert Allen Giles著，Kelly and Walsh 發行《A Chinese–English Dictionary（英语：A_Chinese–English_Dictionary）》。
- 1926年，Courtenay Hughes Fenn（英语：Courtenay_Hughes_Fenn）(芳泰瑞)著，Mission Book Company 發行《The Five Thousand Dictionary; A Chinese-English Pocket Dictionary（英语：The Five Thousand Dictionary）》。
- 1931年，Robert Henry Mathews著，China Inland Mission Press 發行《Mathews' Chinese–English Dictionary（英语：Mathews'_Chinese–English_Dictionary）》
- 1973年，Huang, Po-fei 著，Yale University Far Eastern Publications 發行《IFEL Vocabulary of Spoken Chinese》。
- 1973年，Liu, Eric Shen 著，Mouton 發行《Frequency dictionary of Chinese words (Linguistic structures)》。
- 2001年，Ho, Yong 著，Hippocrene Books 發行《Chinese-English Frequency Dictionary: A Study Guide to Mandarin Chinese's 500 Most Frequently Used Words》。
- 2010年，Burkhardt, Michael 著，Lulu Press 發行《TPS Frequency Dictionary of Mandarin Chinese: A Study Guide to 2,500 Characters and Over 24,000 Words and Phrases》。